# لکسینگتن (مینه‌سوتا)
لکسینگتن، مینه‌سوتا (به انگلیسی: Lexington, Minnesota) یک شهر در ایالات متحده آمریکا است که در شهرستان آنوکا، مینه‌سوتا واقع شده‌است.

## خصوصیات
لکسینگتن ۱٫۷۹ کیلومترمربع مساحت و ۲٬۰۴۹ نفر جمعیت دارد و ۲۷۷ متر بالاتر از سطح دریا واقع شده‌است.